# Potamocypris unicaudata
Potamocypris unicaudata är en kräftdjursart som beskrevs av Schaefer 1943. Potamocypris unicaudata ingår i släktet Potamocypris och familjen Cyprididae. Inga underarter finns listade i Catalogue of Life.